# Мистер Чудо
«Мистер Чудо» (англ. Mr. Wonderful) — американский художественный фильм. В этой незамысловатой драме, представляющей собой срез реальной жизни, рассказывается история о разошедшихся муже (Диллон) и жене (Скьорра). Муж, простой электрик, платит своей бывшей алименты и подыскивает себе замену, чтобы больше не платить, так как он с приятелями копит на кегельбан. Но по мере того, как она отклоняет одного кандидата за другим, оба они всё больше начинают осознавать, что по-прежнему любят друг друга. В жизни только раз встречаешь мистера «Чудо».

## Сюжет
Главный герой, Гас (Gus) — нью-йоркский электрик. Ради доли в новом деле друзей — боулинге, ему необходимо избавиться от алиментов бывшей жене, что можно сделать, только выдав её замуж снова. Гас приступает к поискам избранника для своей бывшей супруги и поначалу даже не подозревает, что общение с ней пробудит в них былые чувства друг к другу.
Отличный фильм режиссёра Энтони Мингелла с великолепным актёрским составом. Абсолютно ненавязчивый и трогательный сюжет, интересные диалоги и забавные персонажи.